# Мелаю (держава)
Мелаю (Малаю) — стародавня індіанизована малайська держава, що панувала на значній частині Суматри. Також відома як царство Джамбі. Утворилася у II ст. внаслідок занепаду держави Кандіс. Тривалий час боролася за панування з місцевими радажнатами, згодом з Шривіджаєю, від якої зазнало поразки. Відновлення незалежності припадає на XII ст. Починаються війни з Тамбралінгою за панування в Малайській протоці, де внаслідок перемоги на нетривалий час стала головною силою. За цим велася боротьба проти імперії Маджапагіт. в якій Мелаю зазнало поразки, втративши більшість волоіднь. На частині з рештків утворилася держава Пагаруюнг.

## Історія
Існують різні припущення щодо походження назви. Одна теорія припускає, що воно походить від яванських термінів «мелаю» або «мллаю» (постійно прискорюватися або бігти), щоб описати сильну течію річки на Суматрі, яка сьогодні носить назву річки Мелаю, що є притокою Батанґгарі, вододіл якої досягає Пагаруюнг. Пізніше цю назву, ймовірно, оскільки для людей у цьому регіоні прийнято називати річку, на якій вони оселилися. Інша теорія стверджує, що воно походить від тамільських слів «малай» та «ур», що означають відповідно «гора» та «місце, земля». Також можливо назва походить від першої столиці державу Малаюпури (з санскриту «гірське місто»), яка розташовувалася десь біля гір Барісан.
Припускають, що «Малаядвіпа», що означає «гіристий острів» може походити від Малаї. Деякі вчені прирівнюють цей термін до Суматри, але деякі індійські вчені вважають, що цей термін може стосуватися півострова. Потім термін «Малеу-Колон» був використаний у «Географії» Птолемеєм, який, як вважають, походить від санскритського терміну малаяколам або малайкуррам, що стосується географічної частини півострова.
Ймовірніше місто було засновано за часів занепаду держави Кандіс. Там є згадки раджи Сітонга, що завдав поразки Кандіс, знищивши частину її знаті. Можливо він був засновником раджанату Малаюпура, що в подальшому став державою Малаю (Мелаю). Про перші століття існування Мелаю обмаль відомостей. В цей час відбувалося боротьба за спадок загиблої Кандіс, в якій Маллаюпура здобула перемогу. Наймовірніше найпотужнішим ворогом була держава Кото Аланг.
Перші письмові згадки про Мелаю (Малаю) відносяться до VII ст. До 645 року столицю з невідомих причин було перенесено до міста Мінанга. Про це йдеться в «Історії Тан» Ван Пу. Так, з Мінанги до Китаю було відправлено перше посольство магараджи Мелаю. Ще одне повідомлення пов'язано з подорожжю буддійського ченця Їцзіна. На своєму шляху через Південно-Східну Азію він двічі відвідав суматру, де він залишався з 688 по 695 рік, вивчаючи та перекладаючи оригінальні тексти санскритом. тут він згадує про зміну назви регіону на Шриборгха (за іменем правителя Боргха), яке ототожнюють з Шривіджаєю. Тому припускають, що цим подіям передувала боротьба Мелаю з кадатуаном (містом-державою) на території сучасного Палембанга, внаслідок чого Мелаю зазнала поразки та підкорилася. При цьому ймовірно згідно загальною традицією для регіону Мелаю не було знищено, а лише визнало зверхність супротивника, що став зватися Шривіджаєю.
Інша рання згадка міститься у східнояванському написі Анджукладанг, датованому 937 року, стверджується, що статус сіма було присвоєно Анджукладанг, а джаястамбха (пам'ятник перемоги) був споруджений на знак визнання служби мешканців у відсічі ворожим військам з Малаю. Пам'ятник в подальшому було перетворено на храм. Ймовірно це Канді Лор (наразі у руїнах), розташований у селі Кандіреджо в регентстві Нганджук.
Напис на південній стіні храму Брахідеешварар XI ст. також містить згадку про Малаюр, яке мало «міцну гору наче вал», що відіграло значну роль під час вторгнення Раджендра Чола I  у 1025 році. Разом з тим це не призвело до занепаду імперії Шривіджая, що відновилася до кінця століття. При цьому Мелаю зберігла заолежність від останньої. Між 1079 і 1088 роками, китайські записи показують, що Шривіджая посилала послів із Джамбі (тотожне Мелаю) та Палембангу. Зокрема, у 1079 році імперію Сун відвідав посол Джамбі та Палембанга. Джамбі послав ще двох послів до Сун в 1082 і 1088 роках, що свідчить про напівнезалежний статус держави. Це ймовірно було пов'язано з тим, що Шривіджаю близько 1077 року було приєднано до імперії Чола, внаслідок чого Палембанг втратив політичне значення як самостійна столиця. Поступово уМелаю набуває провідного становища у порівнянні з Шривіджаєю.
Лише у 1183 році завдяки Трайлок'яраджи держава здобуває незалежність Шривіджая, яка поступова занепадає. Столицю було перенесено до міста Дгармасрая, тому частов документах того часу державу назвивають відповідно Дгармасрая. Згодом набуває зверхність над раджанатами Суматри. При цьому вступає у протистояння з державою Тамбралінга на Малайському півострові. У 1270-х роках вдалося здобути перемогу, завдяки чому було встановлено владу над центральною та північносхідною Суматрою та півднем  Малайського півострова..
У 1275 році Сінгасарі завдало потужної поразки Шривіджаї, внаслідок чого вступило у конфлікт з Мелаю.  У 1288 році війська зазнали поразки від сінгасарі, визнавши її зверхність. 1289 року для протидії Сінгасарі Трібхуванараджею було укладено союз з юаньским імператором Хубілаєм. Війна між ними призвела зрештою до знищення Сінгасарі та перетворення Мелаю у провідного союзника (при номінальній зверхності Юань) та торговельного партнера.
Під час імперій Юань і Мін слово «Ма-ла-ю» часто згадувалося в історичних текстах для позначення нація біля південного моря. У відповідь на крок держави Сукхотай китайський посланник прибув до двору Рамакхамхаенга в 1295 році з імператорським наказом: «Дотримуйся своєї обіцянки і не роби зла Ма-лі-ю-ер». Про неї згадував венеціанський мандрівник Марко Поло під назвою «Малауїр» на Малайському півострові.
Вважається, що до початку XIV ст. Мелаю залишається єдиною могутньою центральносуматранською державою певного політичного значення. Втім боротьба проти імперії Маджапагіт та царства Аюттхая призвели до занепаду Мелаю й зрештою її розпаду. 1347 року Адітьяварман переніс столицю до Малаюпури, яку перейменував на Пагаруюнг, заснувавши відповідну державу, яка визнала зверхність Маджапагіта, про що йдеться у написі Амогхапаса.

## Територія
Власне володінням Мелаю відповідають приблизно території сучасної індонезійської провінції Джамбі. В часи піднесення контролювала східну центральну та північносхідну частини Суматри та Малайський півострів. Мешканці носили тип довгої тканини та використовували запашну олію.

## Устрій
На чолі держави стояв монарх, що мав титул магараджи. Складалася з основної частини (родинних володінь), де безпосередньо панував магараджа. Ця територія вже у XI ст. стала називатися Джамбі. Значну частину становили підвладі раджи і місцеві вожді (дату) Суматри, а також міста-держави Малайського півострова.

## Економіка
Були розвиненні землеробство, ремісництво, добування корисних копалень (золото і срібло) і торгівля. Остання відігравала провідну роль. Вигідне географічне становище сприяло цьому: через порти Мелаю здійснювалася торгівля з державами Індостану, Індокитаю та Китаю, Яви, Калімантану, а також ймовірно Нижньої Бірми. Вивозили золото, срібло, коштовну деревину, пахощі (смоли) та прянощі.

## Культура
Індуська культура відігравала провідну роль. Мелаю було центром, де з XII ст. стали шукати прихистку супротивники мусульманських султанатів півночі Суматри. Протягом початкового існування індуїзм в формі шиваїзму та вішнуїзма був доволі поширенним. Вже у VII ст. провідною релігією стає буддизм школи хінаяна, представлений здебільшого школою Муласарвастівада. Також було деяка кількість прихильників махаяни.